# 2009年日本グランプリ (4輪)
2009年F1日本グランプリ（2009 Japanese Grand Prix）は、2009年のF1世界選手権第15戦として10月2日から4日に鈴鹿サーキットで開催された。正式名称は、2009 FIA F1世界選手権フジテレビジョン 日本グランプリレース（英称：2009 FIA Formula One World Championship Fuji Television Japanese Grand Prix）。

## 概要
鈴鹿での開催は3年ぶりである。FIAとの合意により、当初はこれ以降奇数年を鈴鹿で、偶数年を富士スピードウェイで開催するとしていた。
しかし、2008年暮れの世界的不況により、鈴鹿サーキットの親会社にあたる本田技研工業がF1から「完全撤退する」と発表したため、鈴鹿でのF1開催も危ぶまれたが、2009年を含む2011年までの3年連続で鈴鹿サーキットで開催されることが公式に発表された。
なお、この日は2年ぶりに中央競馬のGIレース・スプリンターズステークスと日程が重複した。このためF1グランプリ中継の放送時間とスプリンターズステークスのレース発走時刻を調整し、F1グランプリ中継は13時40分から15時40分までの放送、競馬の発走時刻は例年15時40分発走予定のところを5分遅らせ15時45分発走予定とすることにより、双方の実況の生中継を実現した。

## 開催前
この年、鈴鹿サーキットは東コースの再舗装が行われ、シケイン出口からデグナーカーブ手前までの前半区間の路面のグリップ力が高くなった。しかし、西コースは旧舗装のままだったため、グリップ力に大きな差が生じた。ドライバーによってはその違いを把握しきれず、高速で通過するデグナー入口でアウト側のダートにはみだし、デグナー出口でクラッシュするというケースが相次いだ。フリー走行3回目で失敗したマーク・ウェバーを除けば、2007年以降にF1デビューし、鈴鹿初体験となるドライバー達がこの罠にかかってしまった。
また、フリー走行では金曜日が1日中雨であり、ドライでのテストが土曜日の1時間しかなかったために、各チームは少ないデータ（特に、ソフトタイヤを履いてのロングランのデータ）での戦いを強いられた。

## 予選
レッドブルのマーク・ウェバーがフリー走行3でのクラッシュによりマシンを破損してしまったために、予選は出走せずに、決勝レースはピットレーンからのスタートが確定している。

### 展開
気温26℃、路面温度40℃、湿度44％の条件下で予選がスタート。

#### Q1
トロ・ロッソのセバスチャン・ブエミが先頭でアタックに入る。ブエミは午前のフリー走行3でトップタイムをマークしていたが、旧舗装へ進入した直後のデグナー（8コーナー）でマシンを縁石に乗り上げ、9コーナーのフェンスに接触してしまう。しかしブエミはなんとかピットまで戻る。
半分が経過し、トヨタのヤルノ・トゥルーリ、レッドブルのセバスチャン・ベッテルの2台がハードタイヤでトップタイムを更新しあう展開となる。
結局ベッテルがトップタイムでQ1が終了し、フェラーリのジャンカルロ・フィジケラ、ウィリアムズの中嶋一貴、ルノーのロマン・グロージャン、
フォース・インディアのヴィタントニオ・リウッツィがQ1敗退となった。

#### Q2
最初にフェラーリのキミ・ライコネンがタイムを出すが、直後にQ2初進出となったトロ・ロッソのハイメ・アルグエルスアリが9コーナーでクラッシュ。残り11分15秒で赤旗中断となる。
約8分間の中断をはさみ、予選が再開。トヨタの2台がすぐにアタックに入る。トゥルーリがトップタイムをマークするが、直後にチームメイトのティモ・グロックが最終コーナー手前でフェンスにクラッシュ。残り7分49秒で2度目の赤旗中断となる。
約17分間の中断後、再度セッションが再開。ルノーのフェルナンド・アロンソとウィリアムズのニコ・ロズベルグが真っ先にコースに出る。15分だったQ2が実質半分の時間となってしまったために、ブラウンGPの2台、フォース・インディアのエイドリアン・スーティルなどは1度のみのアタックで勝負をかける。しかし残り10秒を切ったところでブエミがスプーン（13コーナー）の立ち上がりでウォールに接触、西ストレートにパーツが散らばり、イエローフラッグが提示される。しかし1度もタイムを出していないブラウンGPの2台とスーティルはイエローフラッグが提示された区間を速度を落とさずに通過し、3台とも10番手までに入る。
この結果、ロズベルグ、アロンソ、BMWザウバーのロバート・クビサの3台と、クラッシュしたグロック、アルグエルスアリの2台がQ2敗退となった。ブラウンGPの2台とスーティルのタイムが認められ、3台ともQ3に進めることとなった。

#### Q3
Q3が始まり、スーティルが真っ先にコースに出てアタックを始める。しかし後に続いたマクラーレンのヘイキ・コバライネンがデグナーで縁石に乗り上げ、ウォールにクラッシュ。残り6分49秒で3度目の赤旗中断となる。
約5分間の中断後、Q3が再開され、ライコネンが真っ先にコースに出てアタックを行う。残り3分を切りブラウンGPの2台がコースに出る。この2台はQ2同様最後の1回のアタックのみで勝負に出る。
残り1分を切ったところでベッテルが1'32.160でトップタイムをマークし、このタイムを上回るマシンが現れず、ポールポジションを獲得。2番手に地元グランプリとなったトヨタのトゥルーリ、ハミルトンが3番手に入った。ワールドチャンピオンを争うブラウンGPのルーベンス・バリチェロ、ジェンソン・バトンはそれぞれ5番手、7番手となった。

### 結果
●はF1での鈴鹿初挑戦のドライバー
| 順位 | No | 国旗               | ドライバー                 | チーム                           | Q1       | Q2       | Q3       | グリッド |
| ---- | -- | ------------------ | -------------------------- | -------------------------------- | -------- | -------- | -------- | -------- |
| 1    | 15 | ドイツの旗         | セバスチャン・ベッテル●    | レッドブル・ルノー               | 1'30.883 | 1'30.341 | 1'32.160 | 1        |
| 2    | 9  | イタリアの旗       | ヤルノ・トゥルーリ         | トヨタ                           | 1'31.063 | 1'30.737 | 1'32.220 | 2        |
| 3    | 1  | イギリスの旗       | ルイス・ハミルトン●        | マクラーレン・メルセデス         | 1'30.917 | 1'30.627 | 1'32.395 | 3        |
| 4    | 20 | ドイツの旗         | エイドリアン・スーティル●  | フォース・インディア・メルセデス | 1'31.386 | 1'31.222 | 1'32.466 | 8        |
| 5    | 23 | ブラジルの旗       | ルーベンス・バリチェロ     | ブラウン・メルセデス             | 1'31.272 | 1'31.055 | 1'32.660 | 6        |
| 6    | 6  | ドイツの旗         | ニック・ハイドフェルド     | BMWザウバー                      | 1'31.501 | 1'31.260 | 1'32.945 | 4        |
| 7    | 22 | イギリスの旗       | ジェンソン・バトン         | ブラウン・メルセデス             | 1'31.041 | 1'30.880 | 1'32.962 | 10       |
| 8    | 4  | フィンランドの旗   | キミ・ライコネン           | フェラーリ                       | 1'31.288 | 1'31.052 | 1'32.980 | 5        |
| 9    | 2  | フィンランドの旗   | ヘイキ・コバライネン●      | マクラーレン・メルセデス         | 1'31.196 | 1'31.103 | No time  | 11       |
| 10   | 12 | スイスの旗         | セバスチャン・ブエミ●      | トロ・ロッソ・フェラーリ         | 1'31.196 | 1'31.103 | No time  | 13       |
| 11   | 16 | ドイツの旗         | ニコ・ロズベルグ           | ウィリアムズ・トヨタ             | 1'31.286 | 1'31.482 |          | 7        |
| 12   | 7  | スペインの旗       | フェルナンド・アロンソ     | ルノー                           | 1'31.401 | 1'31.638 |          | 16       |
| 13   | 5  | ポーランドの旗     | ロバート・クビサ           | BMWザウバー                      | 1'31.417 | 1'32.341 |          | 9        |
| 14   | 10 | ドイツの旗         | ティモ・グロック           | トヨタ                           | 1'24.036 | No time  |          | 欠場     |
| 15   | 11 | スペインの旗       | ハイメ・アルグエルスアリ●  | トロ・ロッソ・フェラーリ         | 1'24.951 | No time  |          | 12       |
| 16   | 3  | イタリアの旗       | ジャンカルロ・フィジケラ   | フェラーリ                       | 1'31.704 |          |          | 14       |
| 17   | 17 | 日本の旗           | 中嶋一貴●                  | ウィリアムズ・トヨタ             | 1'31.718 |          |          | 15       |
| 18   | 8  | フランスの旗       | ロマン・グロージャン●      | ルノー                           | 1'32.073 |          |          | 17       |
| 19   | 21 | イタリアの旗       | ヴィタントニオ・リウッツィ | フォースインディア・メルセデス   | 1'32.087 |          |          | 18       |
| 20   | 14 | オーストラリアの旗 | マーク・ウェバー           | レッドブル・ルノー               | No time  |          |          | 19       |

1. 1 2 3 4 5  黄旗区間で減速しなかったとしてグリッド降格のペナルティ。
2. ↑  Q3で1周目のデグナーカーブでクラッシュしタイムを出せなかった。
3. ↑  Q2のスプーンカーブでクラッシュし、Q3に参加できなかった。
4. ↑  セバスチャン・ブエミは、Q2のクラッシュによって5グリッド降格のペナルティ。また、破損したマシンでピットまで戻ったが、これが妨害とみなされ戒告を受けた。
5. ↑  Q2の1周目の最終コーナーでクラッシュしタイムを出せなかった。
6. ↑  クラッシュで左足に5センチの裂傷および背中の痛みを訴えたため決勝は欠場した。サンスポの出典[リンク切れ]
7. ↑  Q2の1周目のデグナーカーブでクラッシュしタイムを出せなかった。
8. ↑  ギアボックス交換のため5グリッド降格のペナルティ。
9. ↑  午前のフリー走行でクラッシュ事故を起こしQ1に参加できなかった。
10. ↑  シャシー交換のためピットスタート。

## 決勝
気温26℃、路面温度40℃

### ペナルティ
| No. | ドライバー               | 予選順位 | グリッド降格 | スターティンググリッド |
| --- | ------------------------ | -------- | ------------ | ---------------------- |
| 20  | エイドリアン・スーティル | 4        | 4            | 8                      |
| 23  | ルーベンス・バリチェロ   | 5        | 1            | 6                      |
| 22  | ジェンソン・バトン       | 7        | 3            | 10                     |
| 2   | ヘイキ・コバライネン     | 9        | 2            | 11                     |
| 12  | セバスチャン・ブエミ     | 10       | 3            | 13                     |
| 5   | フェルナンド・アロンソ   | 12       | 4            | 16                     |

前日の予選でクラッシュしたグロックは決勝レース棄権となった。
これにより、トヨタは予選2位のヤルノ・トゥルーリの1台だけで決勝に臨むことになった（金曜日のフリー走行で体調不良のグロックの代わりに出走していた小林可夢偉は代走の条件である予選前のフリー走行3回目で出走していないため）。
また予選でイエローフラッグ無視やギアボックス交換のペナルティーよりスターティンググリッドが大きく変更となった。また土曜日には正式なグリットが発表されずに混乱した。
ペナルティーは違反した順番に消化していくので、同じペナルティーを受けても実際に降格したグリットは異なるということが起こった。
たとえばアロンソとバリチェロは共に黄旗無視で5グリット降格処分が下ったが、実際はアロンソが4、バリチェロが1と異なったペナルティーとなった。

### 展開

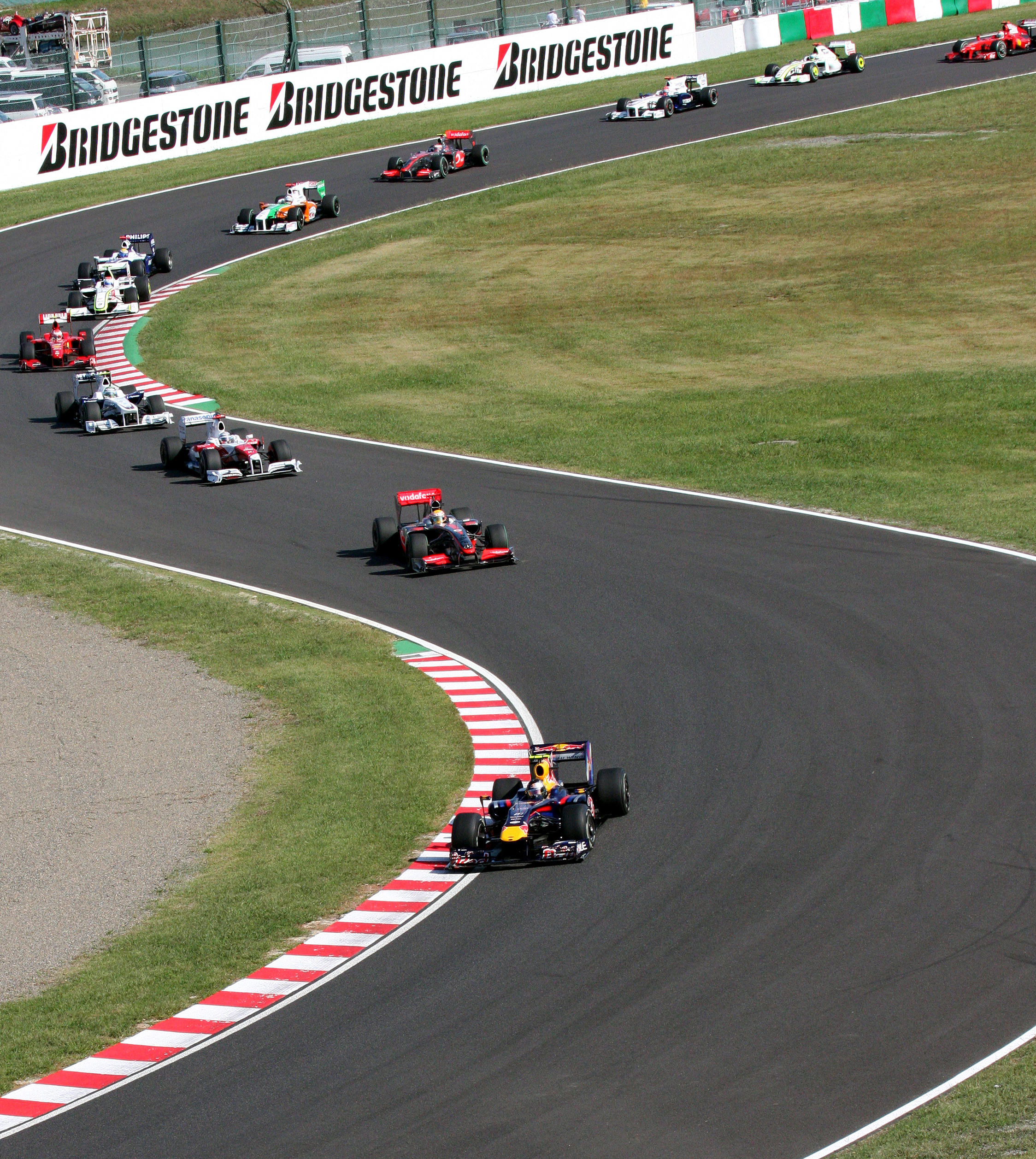
オープニングラップのS字コーナーを通過する各車

タイヤはほとんどのマシンがハードタイヤを選択。上位陣では2番手スタートのハミルトン、4番手スタートのニック・ハイドフェルド、8番手スタートのスティルがソフトタイヤを選択。
スタートでは13番手スタートのブエミが動けず、3番手スタートのハミルトンがKERSによりトゥルーリをパスし2番手に上がる。4番手スタートのハイドフェルドはKERSを搭載した5番手スタートのライコネンを抑えることに成功する。その後方ではスーティルが7番手、コバライネンが9番手と順位を上げる。ポイントリーダーのバトンは11番手に下がる。ピットレーンスタートのウェバーがヘッドレストを直すために1周目にピットイン。ここで給油も行いコースに戻る。しかしウェバーは2周目、4周目にもピットストップを行うこととなる。4周目にバトンがクビサをかわして9番手に上がる。
7周目に入り、9番手のスーティルが8番手コバライネンに迫り、オーバーテイクのチャンスをうかがう。13周目のシケイン（16コーナー）でスーティルがコバライネンに仕掛けるが、2台が接触、その2台をバトンがかわして8番手に上がる。スーティルは更に、クビサ、フィジケラにも先に行かれてしまう。
15周目に上位陣の先陣を切ってハミルトンがピットイン。タイヤをハードタイヤに変えて7番手でコースに復帰。同じ周回でスーティルもピットイン。トゥルーリは次の周回でピットイン。タイヤはハードタイヤのままでハミルトンの後ろに戻る。17周目にバトンとフィジケラ、18周目にトップのベッテルとその後ろを走行していたハイドフェルド、ライコネン、バリチェロが続けてピットイン。ベッテルは1番手のままでコースに戻り、その後ろにピットストップを行っていないロズベルグが2番手まで順位を上げてくる。そのロズベルグは24周目にピットイン。ハードタイヤのままでコースに戻る。27周目にチームメイトの中嶋がピットイン。29周目と30周目にルノーのグロージャンとアロンソがピットイン。タイヤをソフトタイヤに履き替えてコースに戻る。ここで中嶋とルノーの2台が1ストップ作戦をとる。
5番手のライコネンはファステストラップをマークしながら、ハイドフェルドとの差をつめていく。そのライコネンは35周目にピットイン。ソフトタイヤでコースに戻るが、渋滞の中に飛び込むことになる。次の周回でハイドフェルドがピットに入るが、作業に時間がかかり、ライコネンに先を行かれてしまう。更に次の周回でハミルトンがピットイン。トゥルーリは燃料が軽い状態で走行を続け、2周後にピットイン。ハミルトンをかわしてコースに戻る。更に次の周回でトップのベッテルがピットイン。作業に時間がかかるも順位は変わらない。同じ周回でポイントリーダーのバトンもピットイン。チームメイトのバリチェロは42周目にピットイン。バトンの前でコースに戻る。残り10周となり、アルグエルスアリがピットインを行うが、次の周回の130R（14コーナー）で大クラッシュ。パーツがコースに散らばり、セーフティーカーが出て同一周回のマシンの差が一気に縮まってしまう。最後のピットストップが残っていたロズベルグは真っ先にピットに向かう。ロズベルグはピットストップのタイミングでブラウンGPの2台と順位を争っていたが、セーフティーカーが入ったことによりペースが下がり、ブラウンGPの2台、更にはハイドフェルドの前でコースに戻る。

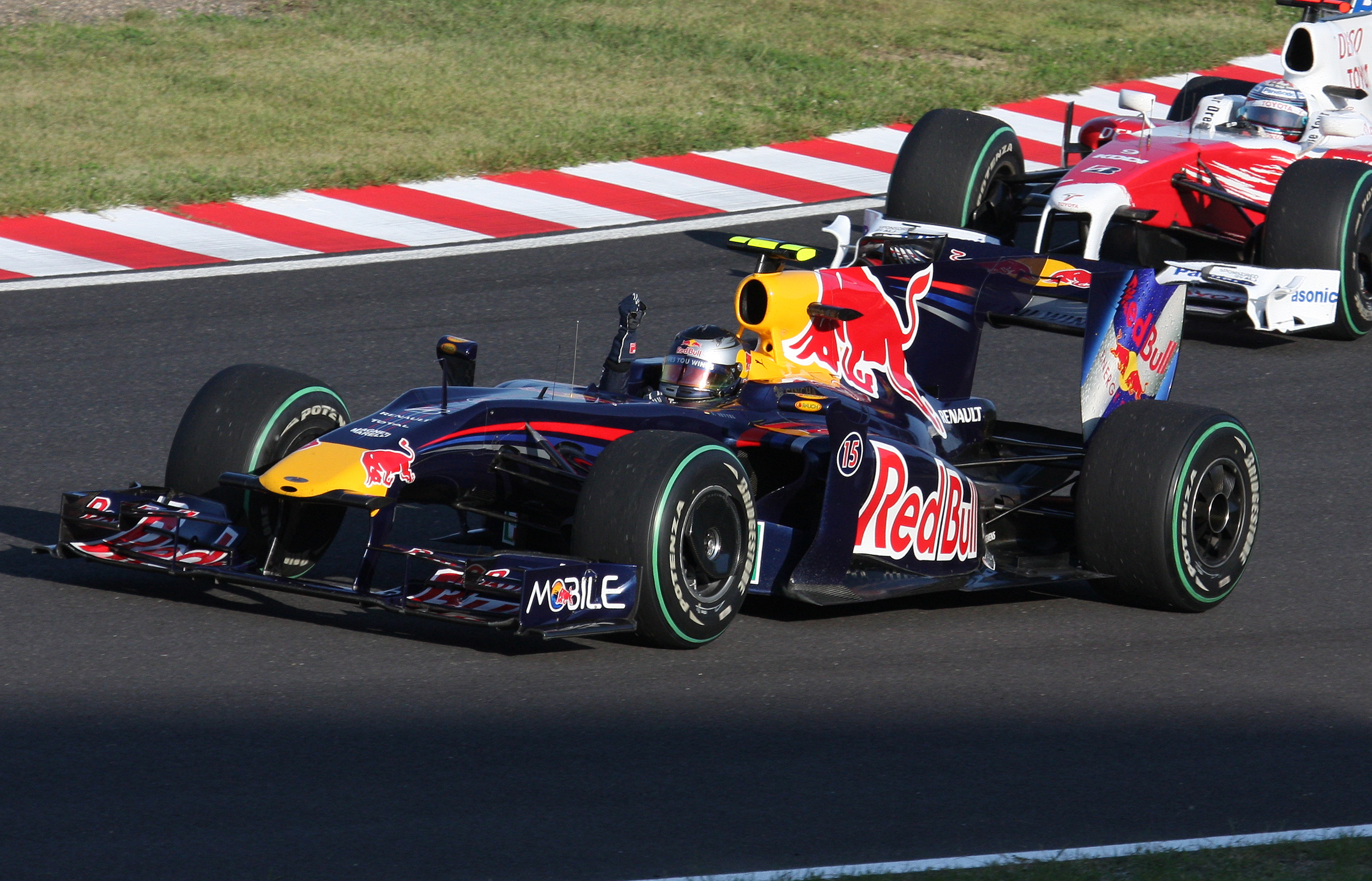
優勝したベッテルと2位のトゥルーリ

50周目にレースが再開。残り4周の戦いとなる。トヨタは初優勝を目指し、ベッテルに迫りたいところだが、周回遅れのグロージャンが間に入り、ベッテルに近づけない。4番手のライコネンはKERSにより3番手のハミルトンに迫るが、かわすまではいかない。トップのベッテルは2番手以降との差を徐々に引き離し、そのままトップでチェッカーを受ける。
3年ぶりとなる鈴鹿での日本グランプリを鈴鹿初挑戦のベッテルが圧勝で制した。2番手はトヨタのトゥルーリ、トヨタは母国グランプリで初の表彰台を獲得した。3番手はこちらも鈴鹿初挑戦のハミルトンが表彰台を獲得した。
鈴鹿でベッテルが優勝したことにより、ポイントリーダーのバトンとの差が16ptになったことで僅かながらタイトルに望みを繋げた。これによりドライバーズチャンピオンと、コンストラクターズチャンピオンの争いはブラウンGPの2人とベッテルによる三つ巴の展開になった。

### 結果
| 順位 | No | 国旗               | ドライバー                 | チーム                           | 周回数 | タイム/リタイヤ | グリッド | ポイント |
| ---- | -- | ------------------ | -------------------------- | -------------------------------- | ------ | --------------- | -------- | -------- |
| 1    | 15 | ドイツの旗         | セバスチャン・ベッテル     | レッドブル・ルノー               | 53     | 1:28'20.443     | 1        | 10       |
| 2    | 9  | イタリアの旗       | ヤルノ・トゥルーリ         | トヨタ                           | 53     | +4.877          | 2        | 8        |
| 3    | 1  | イギリスの旗       | ルイス・ハミルトン         | マクラーレン・メルセデス         | 53     | +6.472          | 3        | 6        |
| 4    | 4  | フィンランドの旗   | キミ・ライコネン           | フェラーリ                       | 53     | +7.940          | 5        | 5        |
| 5    | 16 | ドイツの旗         | ニコ・ロズベルグ           | ウィリアムズ・トヨタ             | 53     | +8.793          | 7        | 4        |
| 6    | 6  | ドイツの旗         | ニック・ハイドフェルド     | BMWザウバー                      | 53     | +9.509          | 4        | 3        |
| 7    | 23 | ブラジルの旗       | ルーベンス・バリチェロ     | ブラウン・メルセデス             | 53     | +10.641         | 6        | 2        |
| 8    | 22 | イギリスの旗       | ジェンソン・バトン         | ブラウン・メルセデス             | 53     | +11.474         | 10       | 1        |
| 9    | 5  | ポーランドの旗     | ロバート・クビサ           | BMWザウバー                      | 53     | +11.777         | 9        |          |
| 10   | 7  | スペインの旗       | フェルナンド・アロンソ     | ルノー                           | 53     | +13.065         | 16       |          |
| 11   | 2  | フィンランドの旗   | ヘイキ・コバライネン       | マクラーレン・メルセデス         | 53     | +13.735         | 11       |          |
| 12   | 3  | イタリアの旗       | ジャンカルロ・フィジケラ   | フェラーリ                       | 53     | +14.596         | 14       |          |
| 13   | 20 | ドイツの旗         | エイドリアン・スーティル   | フォース・インディア・メルセデス | 53     | +14.959         | 8        |          |
| 14   | 21 | イタリアの旗       | ヴィタントニオ・リウッツィ | フォース・インディア・メルセデス | 53     | +15.734         | 18       |          |
| 15   | 17 | 日本の旗           | 中嶋一貴                   | ウィリアムズ・トヨタ             | 53     | +17.973         | 15       |          |
| 16   | 8  | フランスの旗       | ロマン・グロージャン       | ルノー                           | 52     | +1 Lap          | 17       |          |
| 17   | 14 | オーストラリアの旗 | マーク・ウェバー           | レッドブル・ルノー               | 51     | +2 Lap          | 19       |          |
| Ret  | 11 | スペインの旗       | ハイメ・アルグエルスアリ   | トロ・ロッソ・フェラーリ         | 43     | アクシデント    | 12       |          |
| Ret  | 12 | スイスの旗         | セバスチャン・ブエミ       | トロ・ロッソ・フェラーリ         | 11     | クラッチ        | 13       |          |
| DNS  | 10 | ドイツの旗         | ティモ・グロック           | トヨタ                           |        | 負傷            |          |          |

1. ↑  ティモ・グロックは予選のクラッシュの影響により欠場